# Joaquim José do Rego Barros
Joaquim José do Rego Barros (1772 — 1832) foi um político brasileiro.
Foi presidente da Junta governativa que governou a província do Rio Grande do Norte de 3 de dezembro de 1821 a abril de 1822.